# Abraham a Sancta Clara
Johann Ulrich Megerle conosciuto con il nome religioso di Abraham a Sancta Clara, o Abramo di Santa Chiara (Kreenheinstetten, 2 luglio 1644 – Vienna, 1º dicembre 1709) è stato un predicatore e scrittore austriaco, degli eremitani scalzi di Sant'Agostino.
Figlio di un oste, studiò presso i gesuiti a Ingolstadt, presso i benedettini a Salisburgo e completò gli studi a Praga e a Ferrara.
Nel 1662 entrò nell'ordine degli Agostiniani Scalzi, prendendo il nome con il quale è conosciuto, nel convento di Mariabrunn, vicino a Vienna, e nel 1668 fu ordinato sacerdote. In tale ordine salì di grado fino a diventare priore provinciale e membro del definitorio della sua provincia.
Guadagnatosi un'ottima reputazione per la sua eloquenza dal pulpito, nel 1677 fu nominato predicatore di corte imperiale da Leopoldo I.

## Opere
- 1672 – Der alte Hafen scheppert

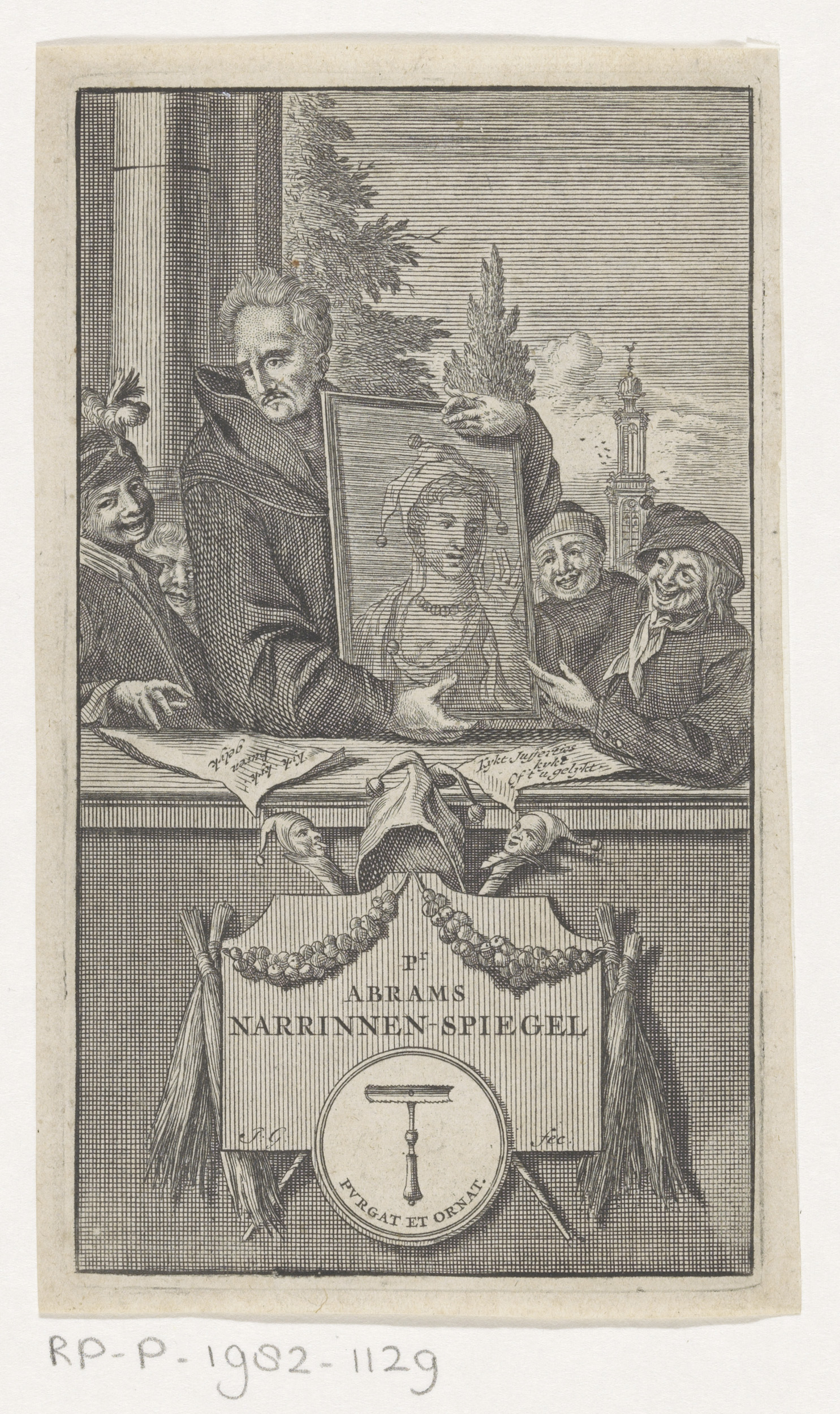
Abraham a Sancta Clara, Narrinnen-Spiegel. Amsterdam, Johannes Janssonius van Waesberge, 1718.

- 1680 – Merk's Wien («Ricordatene, Vienna»)
- 1686-95 – Judas der Erzschelm («Giuda l'arcifurfante»)
- 1688 – Österreichisches Deo Gratias
- 1703 – Wunderlicher Traum von einem großen Narren-Nest

## Curiosità
La predica contro i Turchi, per la sua irruenza, ispirò a Friedrich Schiller la figura del cappuccino nel Wallenstein.